# Juriens
Juriens est une commune suisse du canton de Vaud, située dans le district du Jura-Nord vaudois.

## Histoire
Juriens fut mentionné sous le nom d'iurians en 1263 et sous son nom actuel en 1359. Village prospère au XVIe siècle, Juriens ne se développa plus guère. Il fit partie de la seigneurie de Romainmôtier, du bailliage du même nom (1536-1798), puis du district d'Orbe (1798-2007). Régie d'abord par un Conseil général, la communauté dut accepter en 1705 la création par Berne d'un Conseil des XII. Le village fut ravagé par quatre incendies entre 1733 et 1758 ; celui de 1811 détruisit la moitié de la localité. Juriens a toujours fait partie de la paroisse de Romainmôtier ; en 1316 déjà, ses habitants traitaient avec le curé ; une petite chapelle réformée fut construite en 1968. Les diaconesses de Saint-Loup édifièrent en 1976 un home repris en 1988 par l'infirmerie Contesse. L'activité de Juriens a toujours été agricole ; à la fin du XXe siècle, on y fait surtout de l'élevage. Un syndicat d'améliorations foncières fut créé en 1989.

## Géographie
Juriens se situe à 797 mètres d'altitude, à 7 km au sud-ouest d'Orbe et à 18 kilomètres au sud-ouest d'Yverdon, la capitale du district.
La commune comprend le village de Juriens et le hameau de Cosson.
| Vaulion       |         | Romainmôtier-Envy |
|               | Juriens |                   |
| Mont-la-Ville |         | Moiry             |

## Patrimoine bâti
Temple protestant (route de Nidau 4), 1968, par l'architecte Paul Lavenex, avec vitraux en dalles de verre de 1968, conçus par Casimir Reymond.

## Population

### Surnoms
Les habitants de la commune sont surnommés les Lemallons (du nom d'une grande scie, la lemalle) ou lè Lémaçon (les limaces en patois vaudois),.

### Démographie
Juriens compte 26 feux en 1529 et 30 en 1550 puis 241 habitants en 1764, 280 en 1850, 281 en 1900, 235 en 1950, 201 en 1980, 237 en 2000 et 347 au 31 décembre 2022.